# Kościół Najświętszego Serca Jezusowego we Włocławku
Kościół Najświętszego Serca Jezusowego we Włocławku – kościół rzymskokatolicki znajdujący się we Włocławku. Został zbudowany w latach 1981–1992.

## Historia budowy
Bezpośrednio po zakończeniu działań wojennych w Polsce ks. Marabotto skierował do Włocławka ks. Franciszka Goscińskiego w charakterze dyrektora domu zakonnego. W roku 1948 wznowiono starania o budowę świątyni. W tym celu zakupiono plac o powierzchni 1 hektara przy ul. Żytniej, ale nie uzyskano pozwolenia na budowę. W dodatku 13 maja 1973 r. miasto przejęło plac, a w czerwcu tegoż roku wprowadzono nań robotników, którzy pod osłoną milicji rozpoczęli wykopy pod blok mieszkalny i pawilony handlowe. Następnie ks. Jan Kawałko, ks. bp Jan Zaręba oraz Sekretariat Episkopatu Polski wystąpili o zwrot placu lub przydzielenie innego. Po usilnych staraniach duchownych władze miejskie przydzieliły w 1974 r. nowy plac przy ul. Ostrowskiej.
Zezwolenie na budowę uzyskano 30 lipca 1981 r. Projektantem został dr arch. Leopold Taraszkiewicz z Gdańska. 6 czerwca 1981 r. ks. bp Jan Zaręba poświęcił plac pod budowę nowego kościoła parafii, która liczyła 20 tysięcy wiernych.
Mimo trudności budowa szła dobrze, w dużej mierze z pomocą Zgromadzenia, pomocy bpa Jana Zaręby, składek wiernych, kolekta w parafiach orońskich i innych parafiach Włocławka. 20 czerwca 1982 r. ks. bp Jan Zaręba wmurował kamień węgielny, wyjęty z fundamentów bazyliki Św. Piotra i pobłogosławiony przez papieża Jana Pawła II. Gdy zakładano stropodach, 26 kwietnia 1984 r. pożar rusztowań zatrzymał wszystko. Po pożarze przystąpiono do likwidacji jego skutków. Ks. Jan Kawałko prosił wiernych, żeby się nie załamywali. Ludność zareagowała hojnymi ofiarami. Dolny kościół ukończono w 1983 r., gdzie odprawiano msze św., natomiast górny w 1992 r. Pierwsza msza św. w dolnym kościele została odprawiona z racji Pierwszej Komunii Świętej i Jubileuszu 25-lecia kapłaństwa ks. Jana Kawałki w 1983 r. Jesienią 1988 r. przeniesiono Msze św. z kościoła przy ul. Leśnej do kościoła dolnego przy ul. Ostrowskiej.
Nabożeństwa w górnym kościele zaczęto odprawiać na przełomie 1989 i 1990 roku. Konsekracja kościoła odbyła się 18 lipca 2004 r. Konsekracji dokonał Ks. Biskup Ordynariusz Wiesław Mering.